# Neutral Milk Hotel
Neutral Milk Hotel là một ban nhạc được thành lập bởi ca sĩ, tay guitar, và nhạc sĩ Jeff Mangum vào cuối thập niên 1980.
Neutral Milk Hotel phát hành nhạc phẩm đầu tiên năm 1994 với EP Everything Is - lúc này mới có duy nhất Mangum. Trên album dài đầu tay On Avery Island, có sự góp mặt của các người bạn thời thơ ấu của Mangum và thủ lĩnh Apples in Stereo là Robert Schneider. Sau khi album phát hành, ban nhạc hình thành hoàn chỉnh và bắt đầu lưu diễn rộng rãi.
Neutral Milk Hotel phát hành In the Aeroplane Over the Sea năm 1998, album nổi tiếng nhất và được ca ngợi nhiều nhất. Dù In the Aeroplane Over the Sea không đạt thành công thương mại khi mới phát hành, album đã bán được 300,000 bản tới nay, và được Pitchfork Media, Magnet Magazine, Allmusic đánh giá cao. Ban nhạc tan rã năm 1999 sau khi Mangum chịu quá nhiều sức ép từ âm nhạc và lưu diễn.
Neutral Milk Hotel là một phần của the Elephant 6 Recording Company. Ban nhạc là một trong ba dự án đầu tiên của Elephant 6, cùng với The Apples in Stereo và The Olivia Tremor Control.
Ngày 29 tháng 4 năm 2013, ban nhạc công bố lưu diễn tái hợp vào mùa thu 2013 với các thành viên chơi trong In the Aeroplane Over the Sea qua trang web hãng đĩa.

## Lịch sử

### On Avery Island
Album đầu tay của ban nhạc, On Avery Island, được thu âm tại Denver, Colorado với một máy thu băng 4 track, Mangum được hỗ trợ bởi Robert Schneider của The Apples in Stereo, Rick Benjamin của The Perry Weissman 3 và Lisa Janssen của Secret Square. Merge Records phát hành album vào năm 1996.

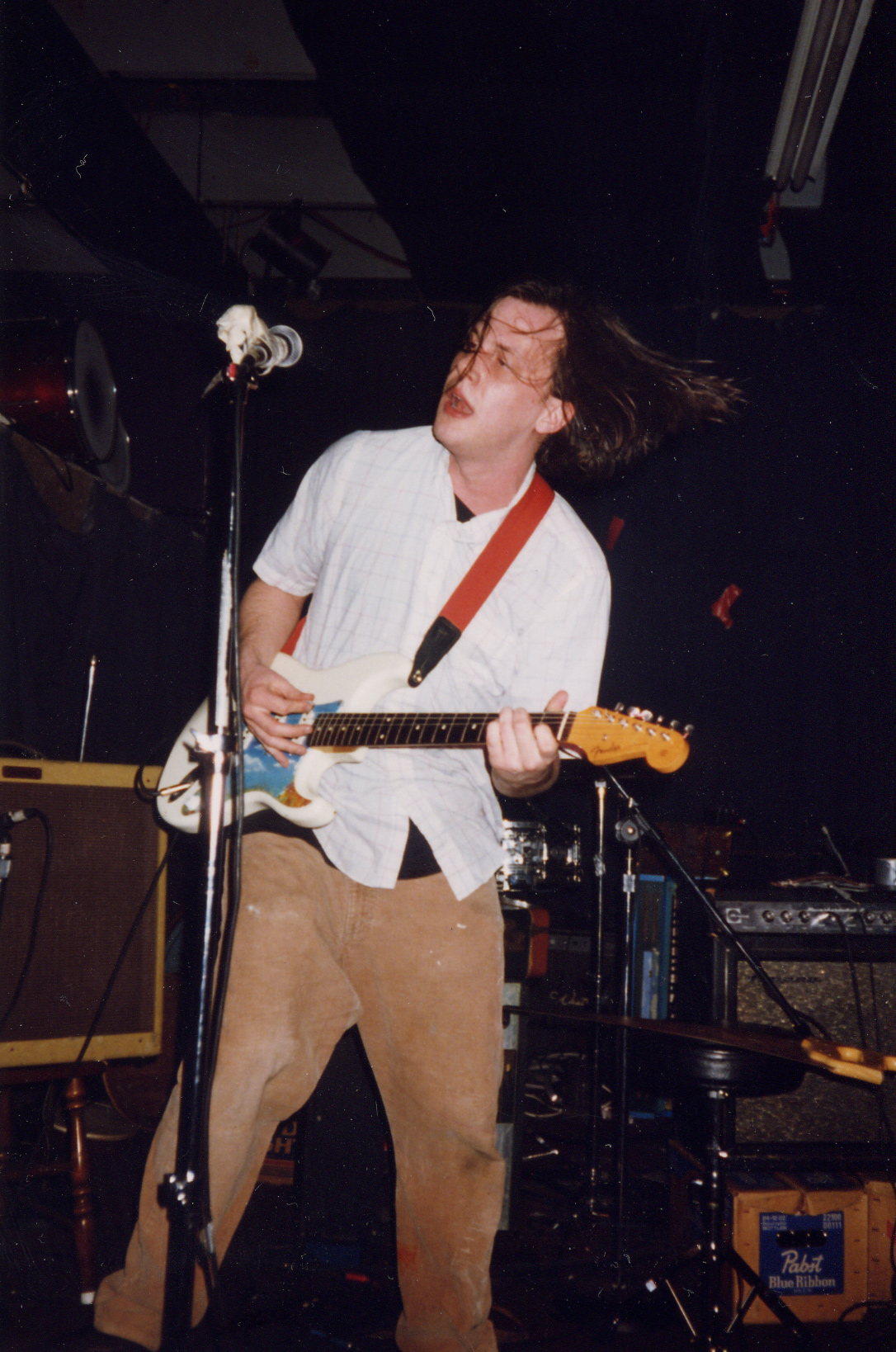
Jeff Mangum biểu diễn cùng Neutral Milk Hotel năm 1997.

Sau việc phát hành On Avery Island, Neutral Milk Hotel trở thành một ban nhạc hoàn chỉnh, với sự tham gia của Julian Koster, Scott Spillane và Jeremy Barnes. Nhóm lúc đó sống ở thành phố New York. Không lâu sau, họ chuyển đến Athens, Georgia, nơi nhiều người bạn của Mangum bắt đầu định cư, Elephant 6 cũng dần hình thành. Sau đó, họ trở lại Denver để thu âm tác phẩm tiếp nối On Avery Island.

### In the Aeroplane Over the Sea
In the Aeroplane Over the Sea được phát hành năm 1998 và cũng được sản xuất bởi Robert Schneider, là một album nổi tiếng và thường được nhắc đến. Câu chuyện về Anne Frank là nguồn cảm hứng lớn cho album. Trong các buổi diễn trực tiếp, gồm cả Live at Jittery Joe's, Mangum nói rằng vài hát trong album dựa trên những giấc mơ về một gia đình Do Thái trong thế chiến thứ hai. Dù các phản ứng của đại chúng rất hờ hững khi album mới phát hành, nó càng lúc càng nhận được nhiều sự yêu thích trong giới indie, và hiện đã bán được hơn 300.000 bản, theo Merge Records. Tuy nhiên, album (và cả một năm liên tục lưu diễn) đã kiến Mangum suy sụp. Ban nhạc gián đoạn, từ chối tất cả lời mời biểu diễn, trong đó có lời mời hỗ trợ cho R.E.M.

### Ferris Wheel on Fire
Ferris Wheel on Fire là EP thứ hai của Neutral Milk Hotel. Dù các bài hát được sáng tác và thu âm từ năm 1992 tới 1995, nó chỉ được phát hành vào ngày 12 tháng 12 năm 2011 như một phần box set. 
Track cuối, "My Dreamgirl Don't Exist," được thu trực tiếp tại Aquarius Records. Các track khác được thu tại các phòng thu thuộc Elephant 6.

## Ảnh hưởng
Neutral Milk Hotel ảnh hưởng lên các ban nhạc như Arcade Fire, Bon Iver, Beirut, Franz Ferdinand, Bright Eyes, và The Decemberists. Các bài hát của họ được hát lại (cover) bởi các nghệ sĩ như Brand New ("Oh Comely"), Matt Pond PA, Eisley ("In The Aeroplane Over The Sea"), The Mountain Goats ("Two Headed Boy"), Andrew Jackson Jihad ("Two Headed Boy") The Dresden Dolls ("Two Headed Boy"), Kevin Devine ("Holland, 1945") và The Flowers of Hell ("Avery Island" / "April 1st").
Ban nhạc còn xuất hiện trong tiểu thuyết Will Grayson, Will Grayson của John Green và David Levithan như ban nhạc yêu thích của một trong những nhân vật chính.

## Thành viên
- Jeff Mangum - hát chính, guitar, bass, trống, bộ gõ, organ, keyboards, tapes (1989–nay)
- Jeremy Barnes - trống, piano, organ (1997–nay)
- Scott Spillane - trumpet, flugelhorn, trombon, tuba, guitar, kèn cor (1997–nay)
- Julian Koster - đàn xếp, giám sát âm nhạc, bowed banjo, organ, bass, keyboards (1997–nay)

## Đĩa nhạc
Album phòng thu
- On Avery Island (1996)
- In the Aeroplane Over the Sea (1998)

EPs
- Everything Is (1994)
- Ferris Wheel on Fire (2011)